# Girl 6 (álbum)
Girl 6 es un álbum del músico estadounidense Prince, lanzado el 19 de marzo de 1996 por Warner Bros. Records. El álbum es la banda sonora de la película de Spike Lee del mismo nombre.

## Lista de canciones
Todas las canciones fueron escritas por Prince, excepto la #13, letra escrita por Prince y música compuesta por Tommy Barbarella.
1. "She Spoke 2 Me" – 4:19
2. "Pink Cashmere" – 6:15
3. "Count the Days" – 3:26
4. "Girls & Boys" – 5:31
5. "The Screams of Passion" – 5:27
6. "Nasty Girl" – 5:14
7. "Erotic City" – 3:55
8. "Hot Thing" – 5:41
9. "Adore" – 6:31
10. "The Cross" – 4:46
11. "How Come U Don't Call Me Anymore?" – 3:55
12. "Don't Talk 2 Strangers" – 3:11
13. "Girl 6" – 4:04